# Relações entre Brasil e República Democrática do Congo
As relações entre Brasil e República Democrática do Congo são as relações diplomáticas estabelecidas entre a República Federativa do Brasil e a República Democrática do Congo. O Brasil possui uma embaixada em Kinshasa, enquanto que a República Democrática do Congo possui uma embaixada em Brasília. 